# Galinagues
Galinagues é uma comuna francesa na região administrativa de Occitânia, no departamento de Aude. Estende-se por uma área de 4,14 km². Em 2010 a comuna tinha 37 habitantes (densidade: 8,9 hab./km²).